# Choi Mun-sik
Choi Mun-sik (kor. 최문식, 崔文植; * 6. Januar 1971 in Südkorea) ist ein ehemaliger südkoreanischer Fußballspieler.
Er spielte für Pohang Steelers, Chunnam Dragons, Ōita Trinita (Japan), Suwon Samsung Bluewings und Bucheon SK. Er nahm außerdem an den Olympischen Sommerspielen 1992 in Spanien und an der Fußball-Weltmeisterschaft 1994 in den USA teil.
Choi trainiert aktuell die U-17 Südkoreanische Fußballnationalmannschaft.